# 23649 Tohoku
23649 Tohoku è un asteroide della fascia principale. Scoperto nel 1997, presenta un'orbita caratterizzata da un semiasse maggiore pari a 2,3880807 UA e da un'eccentricità di 0,1518077, inclinata di 0,43585° rispetto all'eclittica.